# Батинић
Батинић је српскохрватско презиме. Познате особе са овим презименом су:
- Бранка Батинић, хрватска стонотенисерка
- Борис Батинић (1981), хрватски рукометаш